# Bệnh viện Yan-hi
Bệnh viện Yan-hi là một bệnh viện đa khoa đa dịch vụ tại Bangkok, Thái Lan, chuyên về một loạt các dịch vụ y tế và mỹ phẩm. Yan-hi bao gồm một tòa nhà bệnh viện 15 tầng với sức chứa 400 giường, 150 bác sĩ toàn thời gian, 120 chuyên gia y tế bán thời gian và 800 y tá.

## Địa điểm
Bệnh viện nằm ở Bang-O, quận Bang Phlat ở phía đông bắc Bangkok, trên đường Charansanitwong. Bệnh viện duy trì 36 trung tâm điều trị trong y học nói chung và mỹ phẩm, phục vụ khoảng 2.000 bệnh nhân ngoại trú hàng ngày và hơn 100.000 người đăng ký an sinh xã hội. Bệnh viện hoạt động 24 giờ hàng ngày, với các dịch vụ được cung cấp bởi 130 chuyên gia bác sĩ toàn thời gian, 125 chuyên gia bán thời gian và hơn 1.500 chuyên gia chăm sóc sức khỏe và nhân viên hỗ trợ.

### Lịch sử
Bệnh viện được mở ra vào năm 1984 như một phòng khám ngoại trú nhỏ của bác sĩ Supot Sumritvanitcha, M.D., N.D., người đã đặt tên bệnh viện theo tên của Nhà máy điện Dan-hi nằm gần đó.

## Trung tâm dịch vụ và y tế
Sau đây là danh sách các khoa và dịch vụ đặc biệt được cung cấp tại bệnh việne:
- Thẩm mỹ (không phẫu thuật)
- Trung tâm phụ khoa thẩm mỹ
- Phẫu thuật
- Trung tâm tim mạch
- Trung tâm kiểm tra
- Phẫu thuật thẩm mỹ
- Chăm sóc răng miệng
- Da liễu
- Trung tâm cai nghiện
- Trung tâm tiểu đường
- Chạy thận
- ENT
- Điều trị vô sinh
- Khoa tiêu hóa
- Phẫu thuật tổng quát
- Trung tâm y tế đa khoa
- Trung tâm triệt lông
- Cấy tóc
- Trung tâm chạy thận nhân tạo
- Trung tâm Hyperbaric
- Điều trị oxy bằng khí áp hyperbaric
- Hình ảnh
- Điều trị da bằng laser
- Trung tâm kiểm tra y tế
- Thần kinh
- Sản khoa - Phụ khoa
- Nhãn khoa
- Chỉnh hình
- Trung tâm nhi khoa
- Trung tâm chăm sóc da
- Phẫu thuật xác định lại giới tính
- Tiết niệu
- Trung tâm tĩnh mạch

### Cơ sở vật chất
| 36 Các trung tâm điều trị          | 400 giường bệnh nội trú                         |
| 155 OPD phòng khám                 | 12 phòng mổ                                     |
| 30 phòng mổ                        | cấp cứu 24/24h                                  |
| Đơn vị chăm sóc đặc biệt 18 giường | 95 phòng khám bệnh nhân ngoại trú               |
| Delivery room                      | Nursery                                         |
| Đơn vị chăm sóc đặc biệt           | Phòng thí nghiệm chẩn đoán                      |
| Phòng lọc máu                      | Phòng thí nghiệm thông dịch                     |
| Cục cung cấp trung tâm vô trùng    | bãi đỗ xe 500 chỗ                               |
| CO2 Laser, Q Switch Ruby Laser     | Aramis Laser, Aurora/Triniti Laser, Q ray Laser |

### Công tác nhân đạo
Bệnh viện này tham gia Chiến dịch Nụ cười rạng rỡ, một chương trình quản lý phẫu thuật miễn phí và chăm sóc trẻ em sinh ra với hở vòm miệng. Bệnh viện này cung cấp phẫu thuật cho 100 trẻ em bị sứt môi hoặc vòm miệng mỗi năm, miễn phí và trong hơn 14 năm, bệnh viện đã tham gia chương trình, bệnh viện đã giúp đỡ hơn 1.115 trẻ em. Bệnh viện này tiếp tục điều hành chương trình, theo bệnh viện, cho phép những đứa trẻ này đối mặt vào ngày mai với nụ cười rạng rỡ hơn.

## Công nhận và tiêu chuẩn
Bệnh viện này có một số chứng nhận và chạy theo thủ tục tiêu chuẩn hóa chính thức. Bệnh viện đã thực hiện Tổ chức tiêu chuẩn hóa quốc tế (ISO) 9001: 2000, và hiện đang duy trì tiêu chuẩn hóa đó
Bệnh viện này gần đây đã nhận được sự công nhận từ Ủy ban hỗn hợp quốc tế, USA hiệu lực từ 22-1-2011, đến tháng 1 măm 2014
Vào năm 2010, Bệnh viện này đã trở nên nổi tiếng vì chấp nhận một bệnh nhân từ thiện bị bỏng hóa chất nghiêm trọng trên mặt, khiến cô bị biến dạng vĩnh viễn. Cô đã bị từ chối phẫu thuật tái xây dựng bởi một số bệnh viện khác trước khi được chấp nhận tại bệnh viện này, nơi bác sĩ Sukit Wangthamran và bác sĩ Thawatchai Boonpattanapong thực hiện 10 ca phẫu thuật để giảm bớt thiệt hại do tai nạn. Giám đốc điều hành của bệnh viện, Tiến sĩ Supot Sumritvanitcha, được cho là tin rằng trường hợp từ thiện là "cơ hội tốt để cho mọi người biết rằng luôn có hy vọng cho những người đang ở bên bờ vực tuyệt vọng nhưng liên tục tìm kiếm bàn tay giúp đỡ."
Bệnh viện cũng tổ chức truyền máu hàng năm, để giải quyết vấn đề thiếu máu nhất quán trong các tổ chức chăm sóc sức khỏe. Những ổ máu này xảy ra ba tháng một lần và bệnh viện đã tiến hành hơn 15 ổ máu kể từ khi bắt đầu chương trình.

## Bệnh nhân quốc tế và Du lịch y tế
Một số lượng lớn bệnh nhân được chăm sóc y tế từ bệnh viện đến từ nước ngoài; trên thực tế, khoảng 9.000 người bệnh viện phục vụ là người nước ngoài, hầu hết trong số họ đi từ Úc, Nhật Bản và Các tiểu vương quốc Ả Rập thống nhất. Bệnh nhân từ 27 quốc gia khác nhau trên toàn thế giới đã đến bệnh viện này vào năm 2009, với 72% trong số đó trải qua các thủ tục thẩm mỹ.
Do số lượng bệnh nhân nước ngoài nhiều, nhân viên của bệnh viện này, một số phiên dịch viên và các ngôn ngữ được nói tại bệnh viện bao gồm:
- Tiếng Anh
- Tiếng Philipin
- Tiếng Hàn
- Tiếng Ả Rập
- Người Pháp
- Tiếng Mã Lai
- Tiếng Miến Điện
- Tiếng Đức
- Tiếng Nga
- Tiếng Campuchia
- Tiếng Việt
- Tiếng Thái
- Trung Quốc
- Tiếng Nhật

Sự nhấn mạnh của bệnh viện về các quy trình nâng cao sắc đẹp được chứng minh bằng thực tế rằng, trong tổng số bệnh nhân quốc tế mà bệnh viện phục vụ, 72% được chăm sóc thẩm mỹ, 12% được chăm sóc trong phẫu thuật nói chung và y học, 8% được chăm sóc nha khoa và 8% khác được chăm sóc trong y học thay thế.
Trong tổng số quy trình phẫu thuật thẩm mỹ được tiến hành tại bệnh viện này, nâng ngực chiếm 20%; nâng mặt bao gồm 16%; blepharoplasty bao gồm 12%; Tummy tuck, định hình lại mũi và hút mỡ chiếm 9%; nâng ngực và cấy tóc chiếm 5%; cấy ghép mũi, giảm vú và giãn tĩnh mạch điều trị chiếm 3%, triệt lông bao gồm 2% và các thủ tục khác chiếm 1% còn lại.
Bệnh viện này là một phần của mạng lưới du lịch y tế rộng khắp và là điểm đến phổ biến cho người nước ngoài tìm kiếm dịch vụ chăm sóc y tế chất lượng, không chỉ cho mục đích thẩm mỹ, mà cả mục đích sức khỏe nói chung.